# Gerald Neugebauer
Gerald Neugebauer (Gottinga, 3 settembre 1932 – Tucson, 26 settembre 2014) è stato un astronomo tedesco naturalizzato statunitense, pioniere dell'astronomia all'infrarosso, ricoprendo un ruolo fondamentale nello studio infrarosso dei pianeti..

## Biografia
Gerry Neugebauer era il figlio dell'astronomo e matematico Otto Neugebauer, che dovette emigrare durante l'era nazista. Di conseguenza, cambiò il suo nome da Gerhard Otto a Gerry. Studiò alla Cornell University e conseguì il dottorato di ricerca presso il California Institute of Technology (Caltech) nel 1960. Durante il servizio militare fino al 1962, fu di stanza presso il Jet Propulsion Laboratory. 
Trascorse la sua carriera scientifica al Caltech, dove fu assistente professore dal 1962 e professore ordinario dal 1970 fino al suo pensionamento nel 1998. Ha diretto l'Osservatorio Palomar dal 1980 al 1994.
Neugebauer fu attivo nell'astronomia all'infrarosso e svolse un ruolo di primo piano negli studi all'infrarosso dei pianeti. Inoltre, e in gran parte attraverso le sue attività con l'Infrared Astronomical Satellite (IRAS) e l'Infrared Processing and Analysis Center (IPAC), condusse studi a infrarossi sia terrestri che spaziali delle stelle, della Via Lattea e di altre galassie. Le osservazioni sue e dei suoi colleghi presso gli osservatori di Mount Wilson e Palomar rivelarono migliaia di sorgenti infrarosse nel cielo e permisero la prima vista a infrarossi del Centro Galattico. Insieme a Robert B. Leighton, completò la Two-Micron Sky Survey, la prima indagine infrarossa del cielo, che catalogò più di 5.000 sorgenti infrarosse. Insieme a Eric Becklin, scoprì l'oggetto Becklin-Neugebauer, un'intensa sorgente di radiazione infrarossa nella Nebulosa di Orione, uno degli oggetti più luminosi del cielo a lunghezze d'onda inferiori a 10 micrometri.
Neugebauer ebbe un ruolo nella progettazione e nella costruzione dell'Osservatorio W. M. Keck alle Hawaii. Tra i numerosi riconoscimenti ricevuti ci sono due NASA Exceptional Scientific Achievement Medals (1972, 1984), lo Space Science Award dell'American Institute of Aeronautics and Astronautics nel 1985, il Richmyer Lecture Award nel 1985, il Rumford Prize nel 1986, la Henry Norris Russell Lectureship nel 1996, la Herschel Medal nel 1998 e la Bruce Medal nel 2010. Fu nominato scienziato californiano dell'anno per il 1986 dal California Museum of Science and Industry, e fu eletto alla National Academy of the Sciences, all'American Philosophical Society, all'American Academy of Arts and Sciences e alla Royal Astronomical Society.
Nel 1989 a lui e ad altri membri della sua famiglia fu dedicato un asteroide, 3484 Neugebauer.
Morì il 26 settembre 2014 a Tucson a causa di atassia spinocerebellare.

## Vita privata
Neugebauer era sposato con la geofisica Marcia Neugebauer, una pioniera nella ricerca sul vento solare presso il Jet Propulsion Laboratory, I due risiedevano a Tucson, in Arizona.

## Riconoscimenti
- 1986 Premio Rumford
- 1996 Henry Norris Russell Lectureship
- 1998 Medaglia Herschel
- 2010 Medaglia Bruce